# Histàmenon

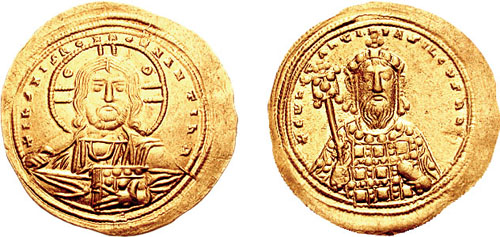
Histàmenon de l'emperador Constantí VIII (r. 1025–1028)

Histàmenon (grec: [νόμισμα] ἱστάμενον, [nómisma] histàmenon, ‘[moneda]' estàndard’) fou el nom donat al sòlid romà d'Orient després del tetartèron, una moneda una mica més lleugera, a la dècada del 960. Per ajudar a diferenciar-los, l'histàmenon es feu més ample i prim i adoptà una forma escifada (còncava). El seu nom fou posteriorment abreviat a estàmenon (grec: στάμενον). Fou abandonat el 1092. Als segles xii i xiii, el nom estàmenon s'aplicà a les traquees, monedes còncaves de billó i coure.